# Lehtosensaari (ö, lat 62,13, long 26,89)
Lehtosensaari är en ö i Finland. Den ligger i sjön Kyyvesi och i kommunen S:t Michel i den ekonomiska regionen  S:t Michel och landskapet Södra Savolax, i den södra delen av landet, 240 km norr om huvudstaden Helsingfors. Öns area är 8,7 hektar och dess största längd är 0,6 kilometer i nord-sydlig riktning.  Lehtosensaari ligger i sjön Kyyvesi.